# Torrelavega
Torrelavega é um município da Espanha na comarca de Besaya, província e comunidade autónoma da Cantábria. Tem 35,5 km² de área e em 2021 tinha 51 237 habitantes (densidade: 1 443,3 hab./km²).

## Demografia
| Variação demográfica do município entre 1991 e 2008 [carece de fontes?] | Variação demográfica do município entre 1991 e 2008 [carece de fontes?] | Variação demográfica do município entre 1991 e 2008 [carece de fontes?] | Variação demográfica do município entre 1991 e 2008 [carece de fontes?] | Variação demográfica do município entre 1991 e 2008 [carece de fontes?] |
| ----------------------------------------------------------------------- | ----------------------------------------------------------------------- | ----------------------------------------------------------------------- | ----------------------------------------------------------------------- | ----------------------------------------------------------------------- |
| 1991                                                                    | 1996                                                                    | 2001                                                                    | 2004                                                                    | 2008                                                                    |
| 60023                                                                   | 58196                                                                   | 55477                                                                   | 56407                                                                   | 55910                                                                   |